# Alfred Lannes de Montebello
Pour les autres membres de la famille, voir famille Lannes de Montebello.
Pour les articles homonymes, voir Lannes et Montebello.
Alfred-Jean Lannes, comte de Montebello (11 juillet 1802 - Lisbonne, Portugal † 20 juin 1861 - Paris) est un homme politique français du XIXe siècle.

## Biographie
En 1830, le fils cadet du Maréchal Lannes, duc de Montebello, acquit avec un de ses frères le domaine du château de Mareuil (Marne) avec plus d'une centaine d'hectares de vignes. Ils créent le champagne Alfred de Montebello qui sera distribué jusqu'à la grande crise de 1929.
Il fut élu le 14 février 1833 par 129 voix (200 votants, 504 inscrits), contre 69 à M. Lassis (conseiller à la cour de Paris), député du 2e collège du Gers (Condom), en remplacement de Louis Sébastien Gavarret.
Il prit place au centre, vota généralement avec la majorité, sans paraître à la tribune, et ne fut pas réélu aux élections générales de 1834.

## Ascendance et postérité
Deuxième enfant né du deuxième mariage de Jean Lannes, duc de Montebello (1769 † 1809) avec Louise-Antoinette Scholastique de Guéhéneuc (26 février 1782 - Paris † 3 juillet 1856 - Paris), dame d'honneur de l'Impératrice Marie-Louise, Alfred Lannes épousa Marie Augustine Mathilde Périer (1815 † 2 mars 1877 à Paris), décédée brûlée accidentellement, petite-fille de Claude II Périer. 
Ensemble, ils eurent Raymond André Jean Louis Joseph Lannes de Montebello (5 août 1854 - 1898), 2e comte de Montebello, dit « le marquis de Montebello ».

## Titres

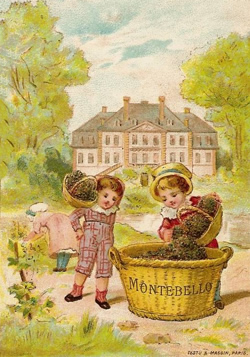
Publicité du champagne Montebello.

- 1er Comte de Montebello et de l'Empire (lettres patentes du 9 mars 1810[2]) ;
- Donataire (revenu : 4 000 fr.) sur Rome (3 décembre 1809[2])

## Fonctions
- Député du Gers (1833-1834).

## Armoiries
| Figure | Blasonnement |
|        | Armes du comte de Montebello et de l'Empire ''De sinople à l'épée haute en pal d'or ; « franc-quartier » de comte tiré de l'armée., |